# Vida de Voss
Vida V. de Voss là một nhà hoạt động nữ quyền Namibia, giám đốc tổ chức nữ quyền Sister Namibia, và cô cũng giảng viên văn học Anh tại Đại học Khoa học và Công nghệ Namibia.

## Giáo dục
Voss có bằng thạc sĩ về triết học tại Đại học Stellenbosch năm 2006, với luận án Emmanuel Levinas on ethics as the first truth (Emmanuel Levinas về đạo đức là sự thật đầu tiên). Năm 2010, cô nhận được bằng thạc sĩ về văn học Anh từ Đại học Bang Lowa, với luận án The Identity Challenge in Toni Morrison's "Paradise" (Thách thức bản sắc trong "Thiên đường" của Toni Morrison).

## Sự nghiệp
De Voss là giảng viên văn học Anh tại Đại học Khoa học và Công nghệ Namibia từ năm 2013.
De Voss cũng là giám đốc của Sister Namibia, một tổ chức nữ quyền và nhà xuất bản tạp chí cùng tên (ấn phẩm đầu tiên vào năm 1989), trụ sở tại Windhoek. De Voss cũng là diễn giả khách mời tại Đại học Namibia ở Windhoek. Vào tháng 3 năm 2016, bà đã có cuộc nói chuyện với hàng trăm phụ nữ tại hội nghị Windhoek's Safari Court Hotel nhân kỷ niệm Ngày Quốc tế Phụ nữ.